# دوغلاس جونز
دوغلاس جونز (بالإنجليزية: Douglas Jones)‏ (8 سبتمبر 1914 المملكة المتحدة - 1 يناير 1997 تشستر المملكة المتحدة) هو لاعب كرة قدم بريطاني سابق كان يلعب كحارس مرمى.